# Ploulec'h
Ploulec'h is een gemeente in het Franse departement Côtes-d'Armor (regio Bretagne). De plaats maakt deel uit van het arrondissement Lannion. Ploulec'h telde op 1 januari 2022 1.591 inwoners.

## Geografie
De oppervlakte van Ploulec'h bedroeg op 1 januari 2022 10,15 vierkante kilometer; de bevolkingsdichtheid was toen 156,7 inwoners per km².
De onderstaande kaart toont de ligging van Ploulec'h met de belangrijkste infrastructuur en aangrenzende gemeenten.

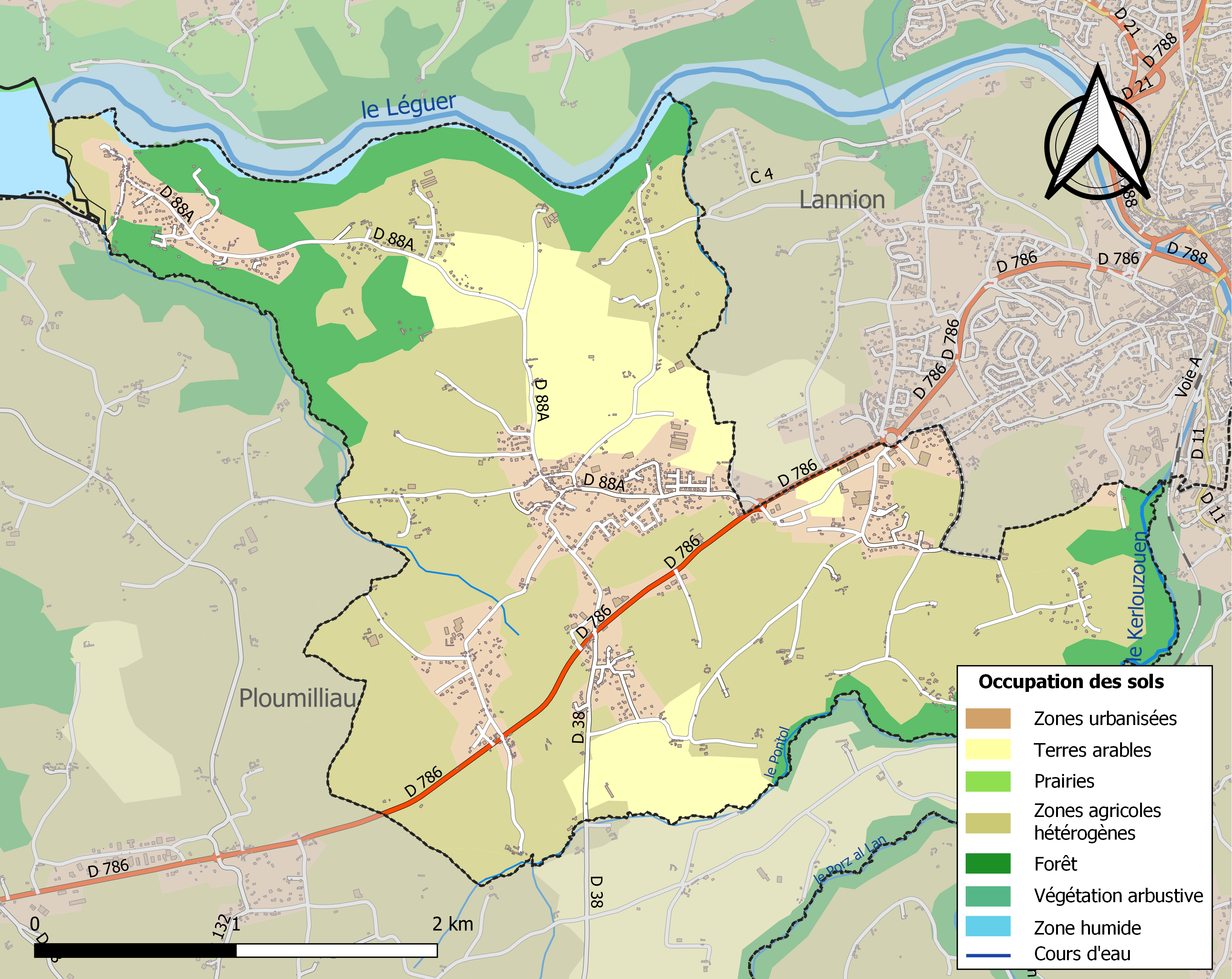

## Demografie
Onderstaande figuur toont het verloop van het inwonertal (bron: INSEE-tellingen).